# V dviženii
V dviženii (В движении) è un film del 2002 diretto da Filipp Jankovskij.

## Trama
Il film racconta la storia di un giornalista di successo di nome Saša Gur'ev, che crea problemi con i soldi. Le donne lo stanno cercando e sua moglie lo sta aspettando a casa. E all'improvviso, in missione segreta, incontra un vecchio amico che era in pericolo.